# Ligne de tramway 385
La ligne 385 est une ancienne ligne de tramway vicinal de la Société nationale des chemins de fer vicinaux (SNCV) qui reliait Asse à Oordegem entre 1902 et 1955.

## Histoire
27 mai 1902 : concession du capital 120 « Asse - Alost - Oordegem ».
1er avril 1904 : mise en service entre Alost et Oordegem Station (nouvelle section, capital 120) ; exploitation par la société des Chemins de fer provinciaux (CFP).
1er février 1905 : prolongement d'Alost à la gare d'Asse (nouvelle section, capital 120).
1918 : reprise de l'exploitation par la SNCV.
24 juillet 1937 : section Alost Quai Pierre Cornelis - Asse Gare repris par la nouvelle ligne Al Bruxelles - Alost du réseau de Bruxelles.
1er octobre 1955 : suppresssion (fret et voyageurs). Fermeture à tout trafic de la section Alost Quai Pierre Cornelis - Oordegem Station (capital 120).

## Infrastructure

### Dépôts et stations
Nom : (gare) : quand le dépôt ou la station est accolé ou proche d'une gare.
Type : D : dépôt , S : station , Sf : si la station sert de gare douanière à la frontière , Sp : si la station est établie dans un bâtiment privé le plus souvent un café ou plus rarement une habitation privée.
| Illustration | Nom         | Type | Commune  | Localisation                | État                 | Remarques |
| ------------ | ----------- | ---- | -------- | --------------------------- | -------------------- | --------- |
|              | Asse (gare) | D    | Asse     | 50° 54′ 25″ N, 4° 12′ 28″ E | Démoli.              |           |
|              | Oordegem    | DS   | Oordegem | 50° 57′ 28″ N, 3° 53′ 52″ E | Hors service. Vendu. |           |

## Exploitation

### Horaires
Tableaux : 385 (1931).